# 龍牙草
龍牙草，《中國植物志》誤作龍芽草，为薔薇科龍牙草屬下的一个种。多年生草本植物，植株高30-120厘米。多生于林内、山坡、路旁，分布地区有中国、朝鲜、日本、俄罗斯、蒙古、越南以及欧洲中部等。

## 扩展阅读
- 图片

[在维基数据编辑]
 《植物名實圖考·龍牙草》，出自吳其濬《植物名實圖考》